# トヨタ・iQ
iQ（アイキュー）はトヨタ自動車が生産・販売していたマイクロクーペタイプのコンパクトカーである。生産拠点は愛知県豊田市のトヨタ自動車高岡工場。

## 概要

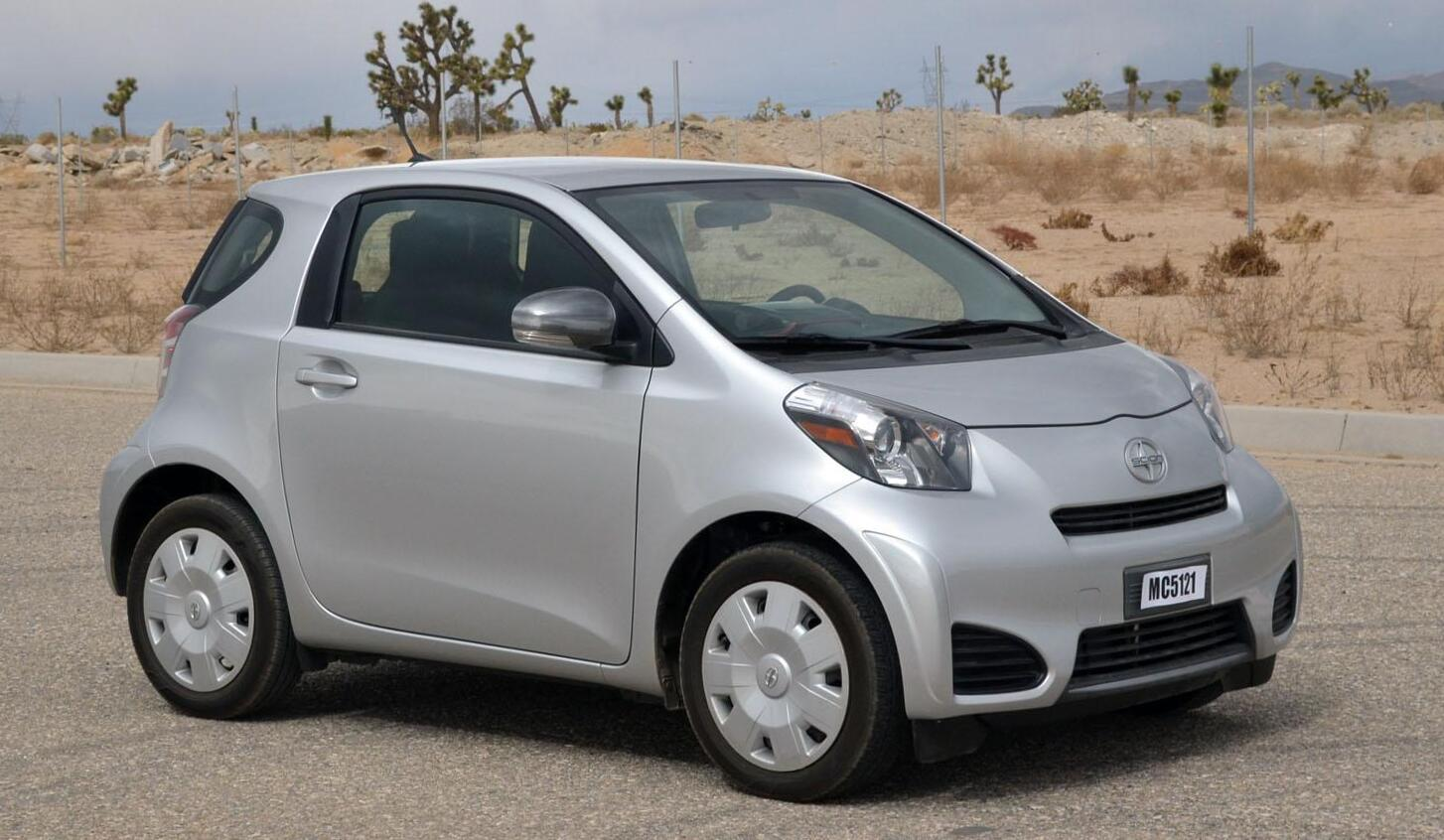
サイオン・iQ

開発はフランス・ニースのデザイン拠点であるEDスクエアで行われており、全長3m未満でありながら、大人3人が快適に乗車でき、加えて子供1人が乗車もしくは荷物を搭載できるというコンセプトで設計されている。ボディサイズは全長2,985 mmｘ全幅1,680 mmｘ前高1,500 mmと、欧州圏で販売されている同社のアイゴや日本の軽自動車よりも長さが400mm以上短いものの、トヨタは”Compact, not compromised”（コンパクトではあるが我慢はない）としている。
車名は、「i」は「個性（individuality）」、「革新（innovation）」、「知性（intelligence）」の意味をあわせもち、「Q」は、「品質（quality）」、「立体的な（cubic）」と、新しい価値観とライフスタイルへの「きっかけ（cue）」を意味する。
トヨタブランドとしては日本市場および欧州市場で販売され、2011年10月以降は北米市場においてはサイオンブランドで「サイオン・iQ」として販売された。日本国内では2008年の日本カー・オブ・ザ・イヤーに選ばれるなど、一定の評価を得ている一方で、日本市場における売れ行きは低迷し、発売時の月間販売目標台数は2500台であったが、発売翌年の2009年には目標台数を下回るようになった。販売低迷の原因としては、軽自動車やヴィッツなどのコンパクトカーと比べて高価な価格設定などが指摘されている。

## 歴史
2007年9月にドイツで開催されたフランクフルトモーターショーで、iQコンセプト（iQ CONCEPT）が発表された。その後、同年の東京モーターショーにもiQコンセプトが出展され、2008年3月のジュネーブモーターショーで量産仕様のプロトタイプモデルが発表された。同年10月のパリサロンにて正式市販モデルが発表された。
2009年1月の北米国際オートショーでは、iQをベースとした小型電気自動車のコンセプトカー「FT-EV」が発表された。その後には、2012年12月に本車をベースとした「eQ」が地方自治体・企業限定で発売されている。
2011年4月からは、イギリスの自動車メーカーであるアストンマーティン向けのOEM車であるシグネットが製造されている。このモデルはiQ同様に愛知県のトヨタ自動車高岡工場で製造されるものの、その後イギリスのアストンマーティン・ゲイドン工場に運ばれ、内外装の大幅な変更が行われる。
2016年には生産終了となったが、2019年にはトヨタが中国の新興メーカー奇点汽車にeQのライセンス権を供与すると発表し、2019年4月に開催された上海モーターショーで「iC3」として発表された。

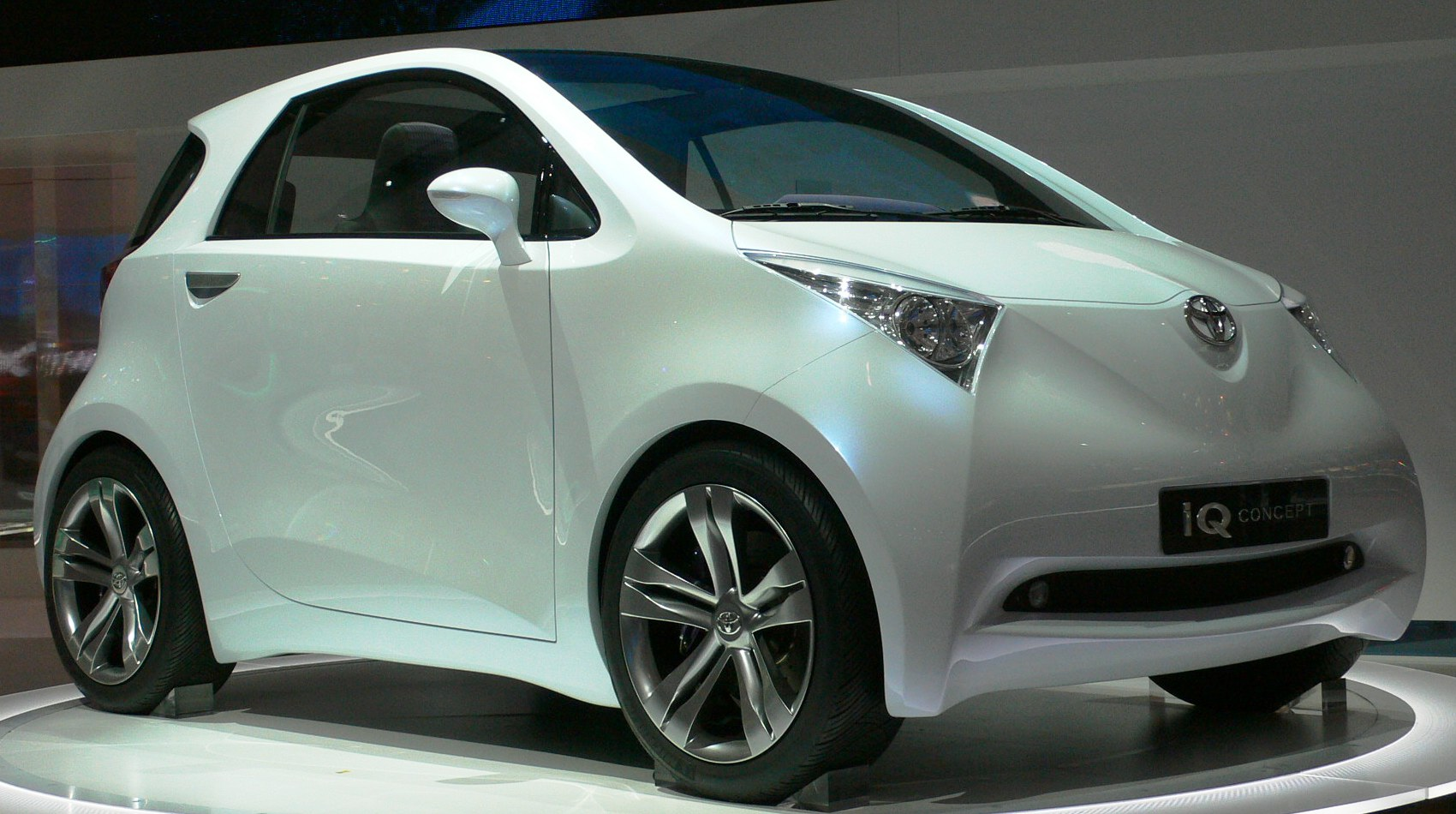
iQコンセプト（フロント）
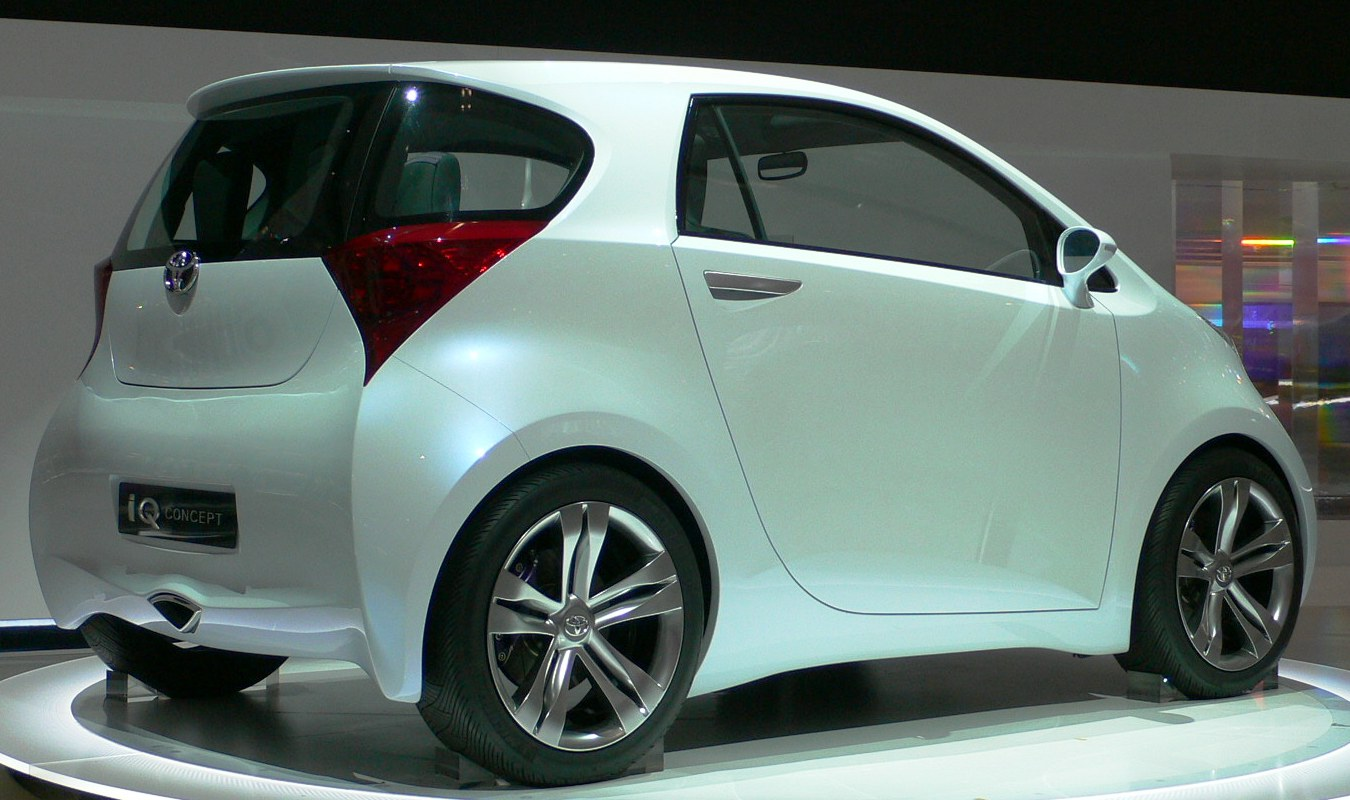
iQコンセプト（リア）

### 年表
- 2008年
  - 11月20日 - 日本国内で発売[11]。
- 2009年
  - 2月25日 - ボディーカラーの一部変更[12]。
  - 3月 - ジュネーブモーターショーにて欧州向け1.3Lガソリンエンジン搭載モデルが発表。
  - 8月20日 - 日本仕様に1NR-FE型エンジン[注釈 1]を搭載した新グレード「130G」、「130G"レザーパッケージ"」を追加。1L車も一部改良[13]。特別仕様車「+」、「100X “2Seater”」および「GAZOO Racing tuned by MN」発売。
- 2010年
  - 5月25日 - 一部改良[14]。装備内容の変更などが行われた。
  - 8月31日 - 「100G ”→”」、「130G ”→"」および「130G ”→レザーパッケージ”」を追加[15]。
  - 11月8日 - 「130G MT→」および「130G MT→”レザーパッケージ”」を追加。
- 2012年
  - 5月7日 - 一部改良。装備変更、グレード体系見直しなどが行われた[16]。
  - 7月9日 - GAZOO Racingが開発したスポーツコンバージョン車「GRMN Supercharger」が発表[17]。
  - 12月 - iQをベースにした電気自動車「eQ」（イーキュー）を地方自治体や企業向けに限定発売[18]。
- 2014年
  - 5月7日 - 特別仕様車「130G "レザーパッケージ・グランブルー"」、「130G MT "レザーパッケージ・グランブルー"」を発売[19]。
- 2016年
  - 3月25日 - 生産終了。2016年以降は在庫対応のみとなる。
  - 4月4日 - 販売終了。同時にホームページへの掲載も削除された。また、在庫対応分の車両は同月末までに全て完売となった。

## 設計・メカニズム

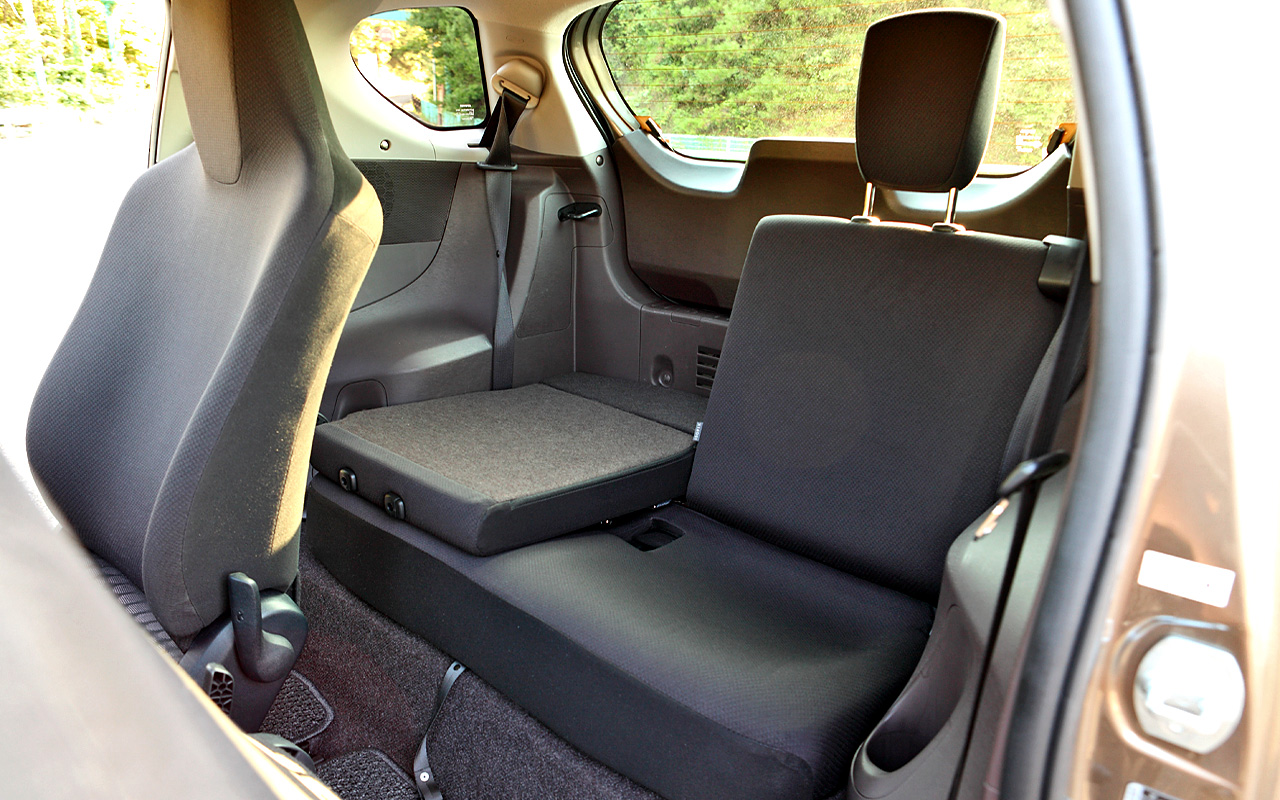
リアシート

2002年に策定されたトヨタのデザインフィロソフィー「VIBRANT CLARITY」に基づいてデザインされており、ホイールベースは2,985 mmという短い全長に比して長い2,000 mmで、タイヤを可能な限り四隅に配したパッケージングとなっている。
このパッケージングの実現のため、新開発のトランスミッションを採用することでフロントオーバーハングを短縮を可能とし、ステアリング構造の変更およびステアリングギアの上方配置によってエンジンルームをコンパクト化、燃料タンクを薄型化して床下に配置することでリアオーバーハングを短縮している。さらに居住性の改善のため、エアコンを小型化して前席の足元空間を確保し、フロントシートを薄型化することで後部座席の足元空間を確保している。
内外装デザインには巻き貝や波紋などを基に造られた数理モデルを用い、自然界の造形美を活かした線や面を採用している。また、センタークラスターやドアトリムはマンタをモチーフとしている。
欧州仕様車のフロントマスクにはトヨタのCIが装着されるが、日本仕様に関してはネッツ店専売ということもあり、ネッツ車用のCIが装着された。

### パワートレイン
日本仕様車では、全車にダイハツ工業と共同開発した1L 直列3気筒の1KR-FE型エンジンが搭載され、Super CVT-iが組み合わせられる。欧州仕様車では5速MTを組み合わせた仕様も選択できる。
2009年に追加された1.3 L 直列4気筒の1NR-FE型エンジンは、欧州仕様ではCVTと6速MTを選択でき、MT車には「トヨタ・オプティマル・ドライブ」と名づけられた新開発のアイドリングストップ機構が設定される。日本仕様では当初CVTのみの設定で、レギュラーガソリン仕様となるため欧州仕様車よりも若干最高出力が下げられている。日本仕様では2010年11月に6速MTを採用する「130G MT→」が追加され、2012年5月の一部改良では1.3 LのCVT車全車に7速シーケンシャルシフトマチックが設定された。
欧州仕様はコモンレール式1.4Lディーゼルターボエンジン（1ND-TV）と6速MTを組み合わせた仕様も設定される。

## ラインアップ・装備

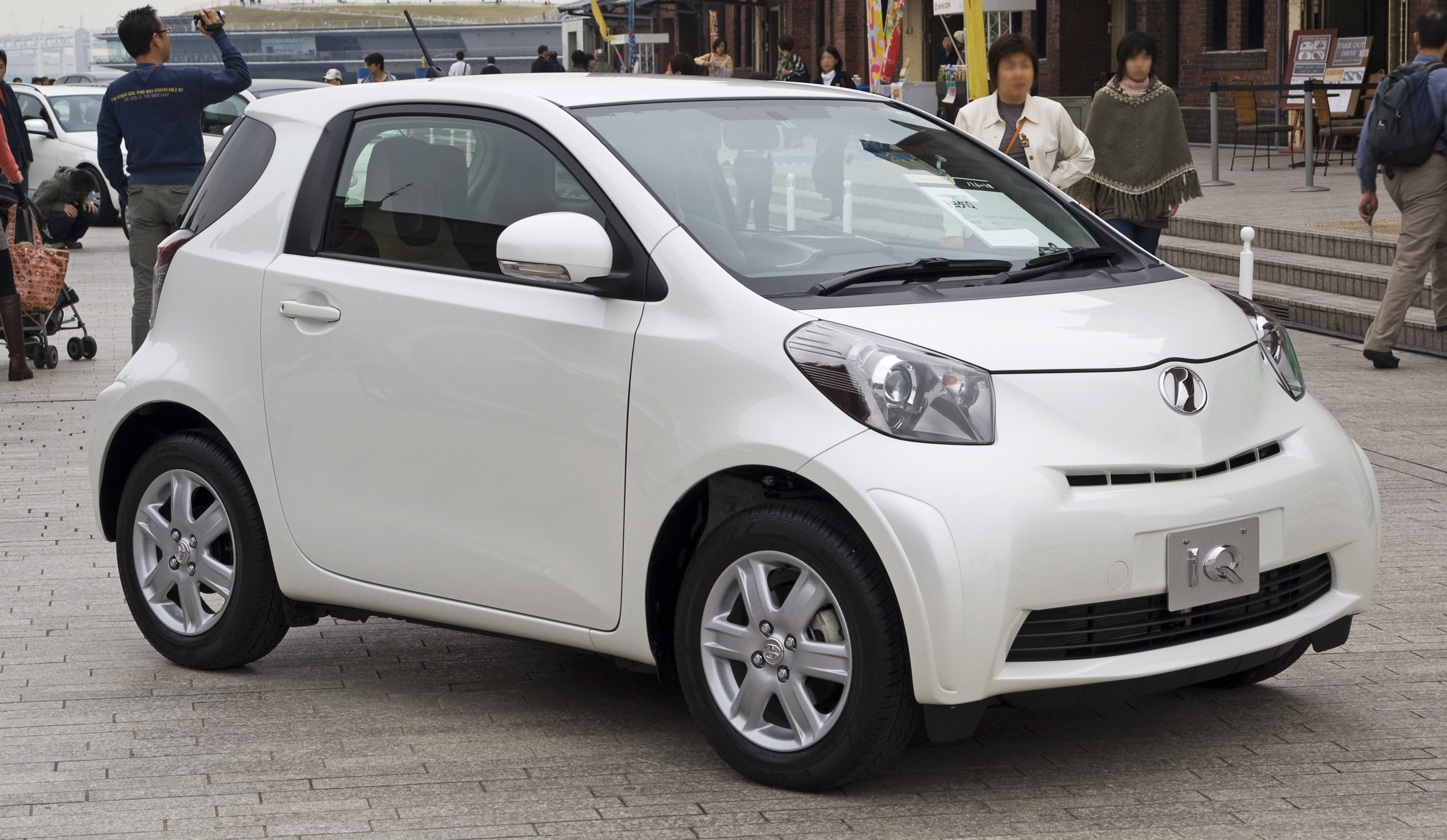
100G "レザーパッケージ"

日本でのグレード展開は、発売当初、ベースグレードの「100X」、「100X」に本革巻きステアリング、スマートエントリーシステム、オートエアコンなどを追加装備した「100G」、さらにレザー×ファブリックシート、15インチアルミホイールなどを装備した「100G "レザーパッケージ”」の3グレードが用意された。合計9個のエアバッグやABS＆ブレーキアシスト、S-VSCなど安全装備は全車に標準装備される。2009年8月に追加された1.3L車には「130G」および「130G "レザーパッケージ"」が設定され、「130G "レザーパッケージ"」には16インチアルミホイールが装備される。
2010年8月にはスポーティーグレードの「100G “→”」、「130G “→”」、「130G ”→レザーパッケージ”」が追加された。「→」の読みは「ゴー」であり、専用フロントエアロバンパーとフォグランプ、リアデフューザーを装備し、電動格納式リモコンカラードドアミラーには専用色のシルバーが設定される。内装ではグレー&ブラックの内装色を設定すると共に、赤いステッチのステアリングと高輝度シルバー加飾のインパネセンタークラスターと助手席インパネアッパーモールを採用する。また、2010年11月には6速MTを採用する「130G MT→」と「130G MT→ “レザーパッケージ”」も追加された。「→」は「レザーパッケージ」同様にアルミホイール（1.0 L車が15インチ、1.3 L車が16インチ）が標準装着される。
2012年5月の一部改良時にはグレード体系が見直され、「→」系グレードが廃止された。1.0 L車は「100X」、「100G」および特別仕様車として発売されていた2人乗り仕様「100X "2 Seater"」の3グレードに集約。1.3 L車は新たに「130G」から一部装備内容を省略した低価格グレードの「130G "Xパッケージ"」が追加され、1.3 L車全車に、従来「→」に装備されていたエアロバンパー、フォグランプ、リアディフューザーが装備される。また、MT車は装備内容の見直しにより、「130G MT」、「130G MT "レザーパッケージ"」の2グレード体制となった。

### 特別仕様車

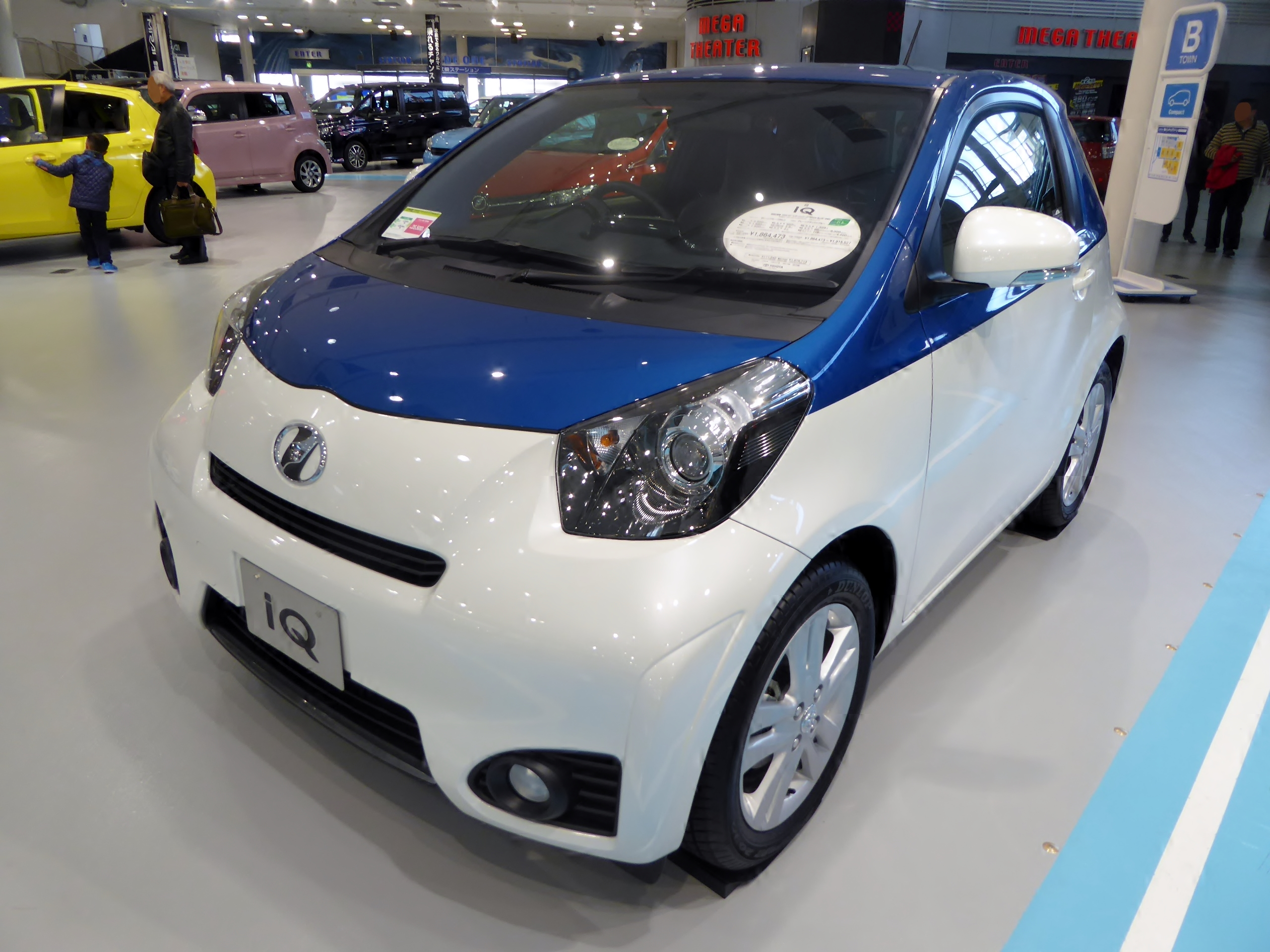
130G MT "レザーパッケージ・グランブルー"

+ （プラス）
2009年8月発売。トヨタの特別仕様車プロジェクト「デコクレ」の第2弾となるモデル。「100G」、「100G”レザーパッケージ”」、「130G」、「130G”レザーパッケージ”」をベースに、一部にスコーピオンレッドあるいはキャメルゴールドの加飾を施した内装やスーパークロームメタリック塗装の15インチアルミホイール、黒色加飾のメーターバイザー、メッキ加飾付きマップランプ（白色LED）を装備する。
100X "2 Seater"
2009年8月発売。廉価グレードの「100X」をベースに後部座席部分を荷室に変更して乗車定員を2人に減らしたシリーズ初の2シーター仕様。リアシートの撤去に伴う重量バランスの是正のためにサスペンションセッティングを変更し、ボディ補強も行われている。
グランブルー
ネッツ店が旧・ビスタ店と再編・統合後10周年を迎えることを記念して2014年5月に発売された特別仕様車。「130G "レザーパッケージ・グランブルー"」および「130G MT "レザーパッケージ・グランブルー"」が設定される。「130G（CVT車）」・「130G MT（6速MT車）」をベースに、「レザーパッケージ」の装備内容に加え、ボディカラーはネッツ店のチャネルカラーであるブルーを基調とした特別色3色と別の色を組み合わせた専用ツートンカラー3種とし、内装はピラーからルーフの内張りをブルーに変え、本革巻き3本スポークステアリング・ホイール、本革巻きシフトノブ（CVT車のみ）、フロントシート表皮にブルーステッチが採用される。
なお、「130G "レザーパッケージ・グランブルー"」では、ハロゲンヘッドランプ（マニュアルレベリング機構付）がスモークに、アルミホイールが16インチにそれぞれ変更され、サンバイザーに助手席バニティミラーを追加（MT車はベース車に標準装備）、また、電動格納式リモコンカラードドアミラー（サイドターンランプ付）はベースグレードでは「ディープアメジストマイカメタリック×シルバーメタリック」設定時に適用されるボディ同色に変更となる。

### GAZOO Racing tuned by MN

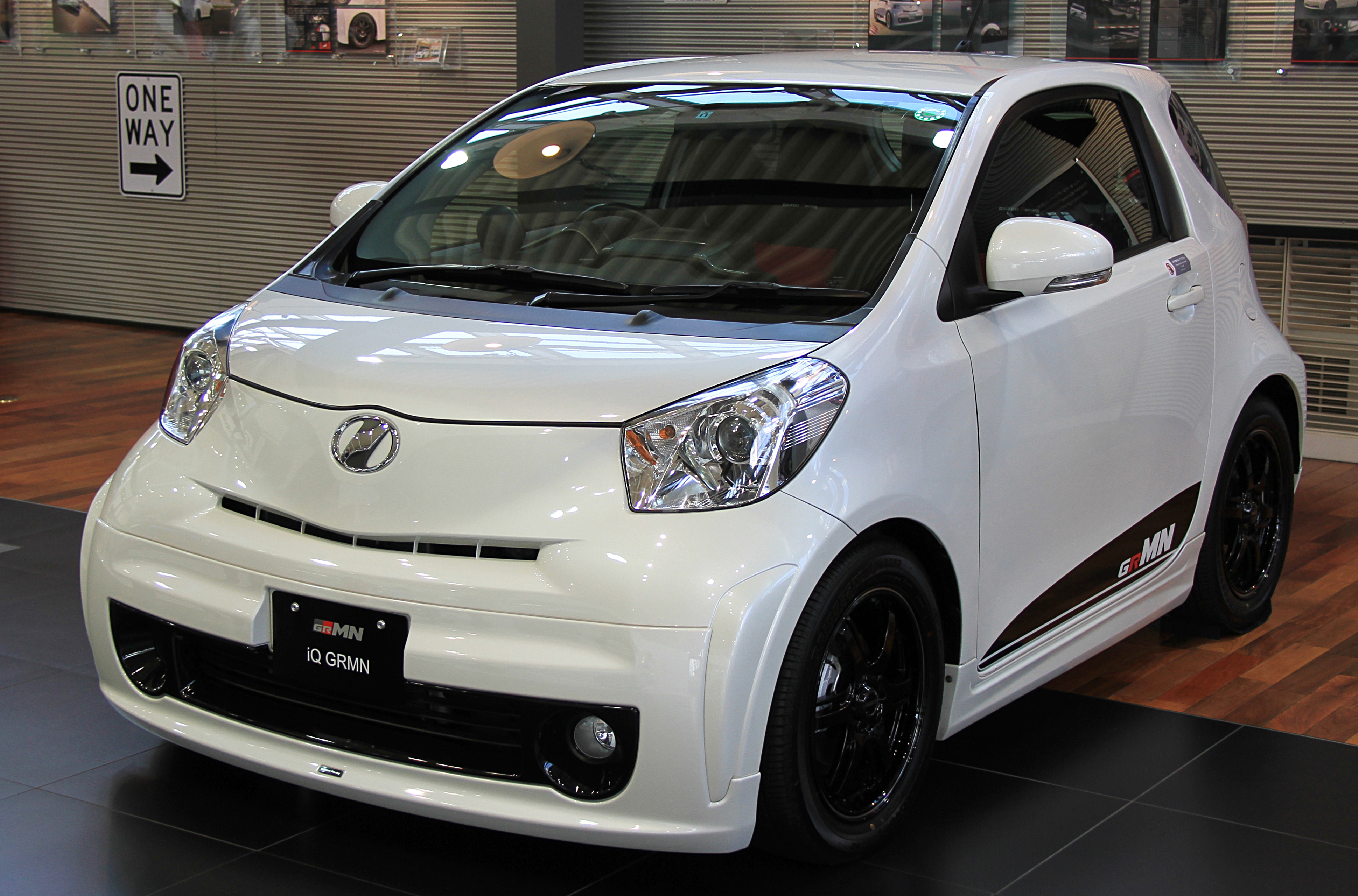
iQ GRMN
2009年8月20日、トヨタの自動車総合ポータルサイト「GAZOO.com」内で展開された「Gazoo Racing」が開発を行ったiQベースのチューニングカー「iQ GAZOO Version」の市販仕様車ともいえる「GAZOO Racing tuned by MN（GRMN）」が発表され、同日から受注を開始。
ベース車両となったものは、アイドリングストップ機構付きの6速MTやリアディスクブレーキ、さらにプレミアムガソリン仕様の「1NR-FE」エンジンを標準装備する欧州仕様の1.3L車をベースとして、専用開発のサスペンションやボディ補強パーツをはじめ専用のRAYS製16インチ軽量アルミホイール、タコメーターや専用のスポーツシートなどを標準装備したコンプリートカーである。さらにオプションでモデリスタ製エアロパーツやマフラーなども装着可能となっている。発売（引渡し）は2009年11月13日からとなる。
持込登録が必要な改造車扱いで減税等の措置は受けられない。100台の限定販売であったものの、受注開始から1週間ほどで全台数を完売した。

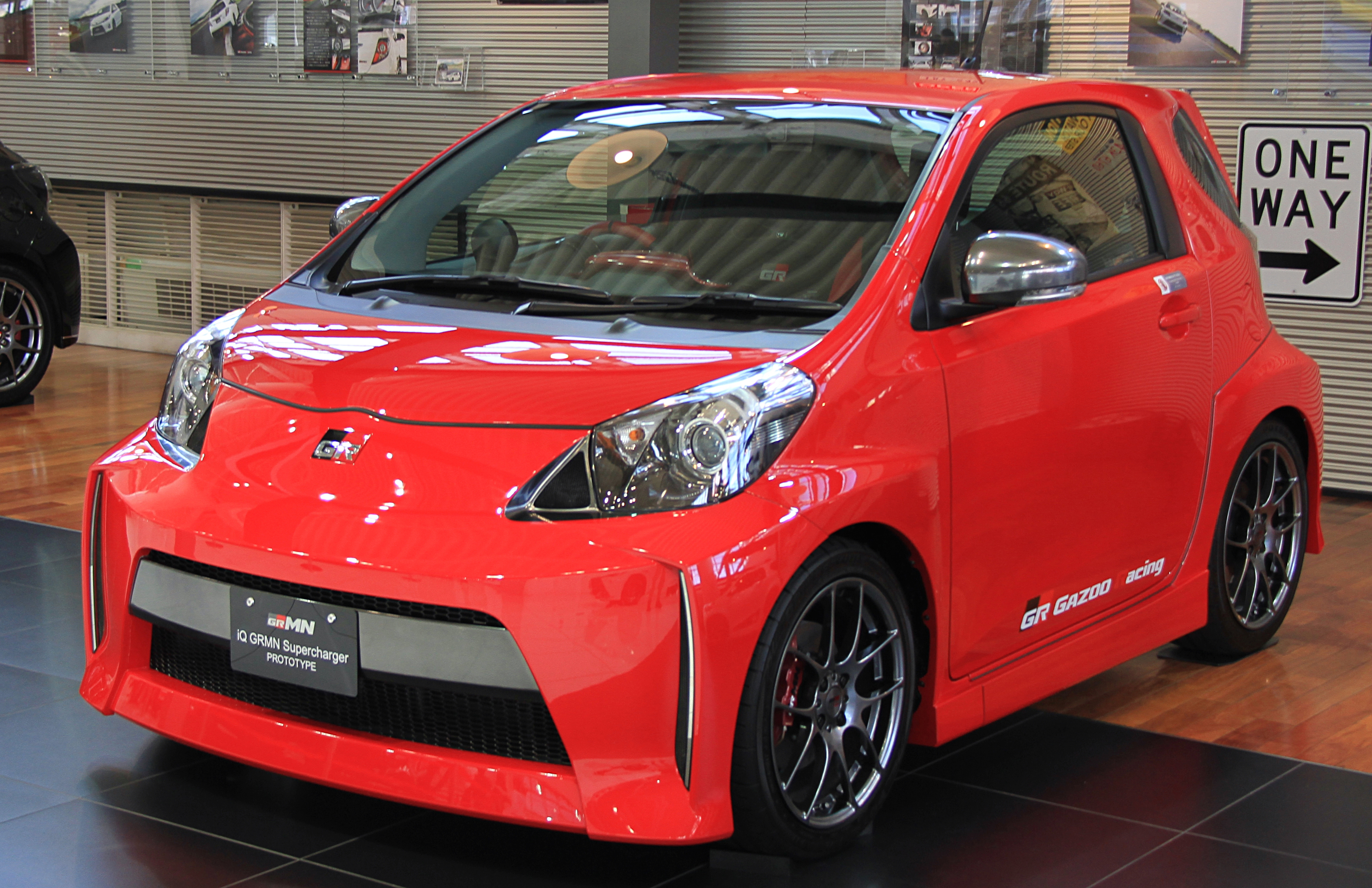
iQ GRMN スーパーチャージャー
2012年7月9日に発表されたiQ GRMNの第二弾。「130G MT」をベースにスーパーチャージャーを搭載したことで最高出力・最大トルク共に30%以上高め、専用チューニングのサスペンションやマニュアルトランスミッションをクロスレシオ化するなど軽量ボディとエンジン性能を最大限に活かした痛快な走りを実現。外装は専用バンパーやリアスポイラーを装備し、ボディそのものも最新のプレス技術によりシャープなデザインとした。内装もスポーツ走行を前提にした専用のスポーツシートやメーターが装備される。
2012年7月22日から専用サイトにて先着順による商談申込の受付を行い、86公式発表時に設けられたカスタマイズやモータースポーツに精通したスタッフが常駐する「AREA 86」のネッツ店にて商談を行う。2012年9月下旬から100台限定で発売となり、2012年9月中に100台全ての販売を終了した。

### eQ

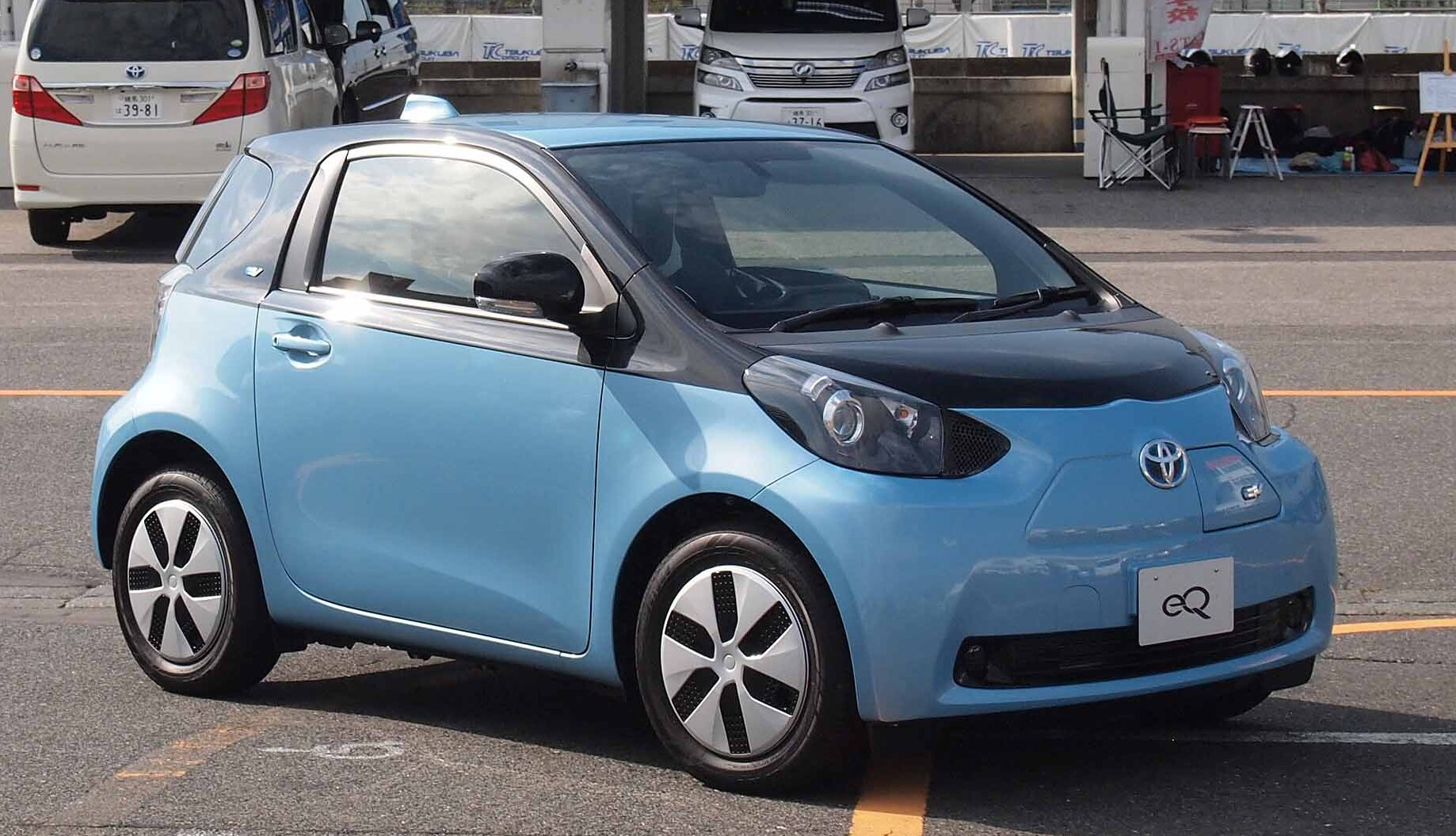
eQ

iQをベースとした電気自動車として2012年12月に発売された。世界100台の限定販売であり、企業や地方自治体などを対象として発売された。iQではエンジンが搭載されるフロント部にモーターおよびインバーターが搭載され、床下にリチウムイオンバッテリーが配される。モーターはレクサス・GS450hと共通の1KM型で、最高出力47 kW、最大トルク163N·mを発揮する。バッテリーはプリウスPHVのバッテリーセルを3倍に増やしたもので、電池容量は12 kWh。その他の電気自動車としての主要部品も新規開発はされておらず、インバーターは初代トヨタ・アクアのものを流用しており、パワーコントロールユニットはプリウスと共通で、充電器や充電ケーブルはプリウスPHVから電流容量を増やして搭載された。ギアボックスに関しては1996年に開発されたRAV4 EVのものが流用されている。
eQの開発当時はバッテリーのコストの高さや重さなどが課題としてあったため、近距離用の電気自動車という意図で設計されている。そのために小型のバッテリーが選択され、ベース車としてボディサイズの小さいiQが選ばれた。JC08モードの航続距離は100kmで、電力消費率（電費）は104Wh/km。

## コンセプトカー
2009年5月13日、フランクフルトモーターショーにてiQスポーツコンセプト（iQ Sport Concept）が出展された。

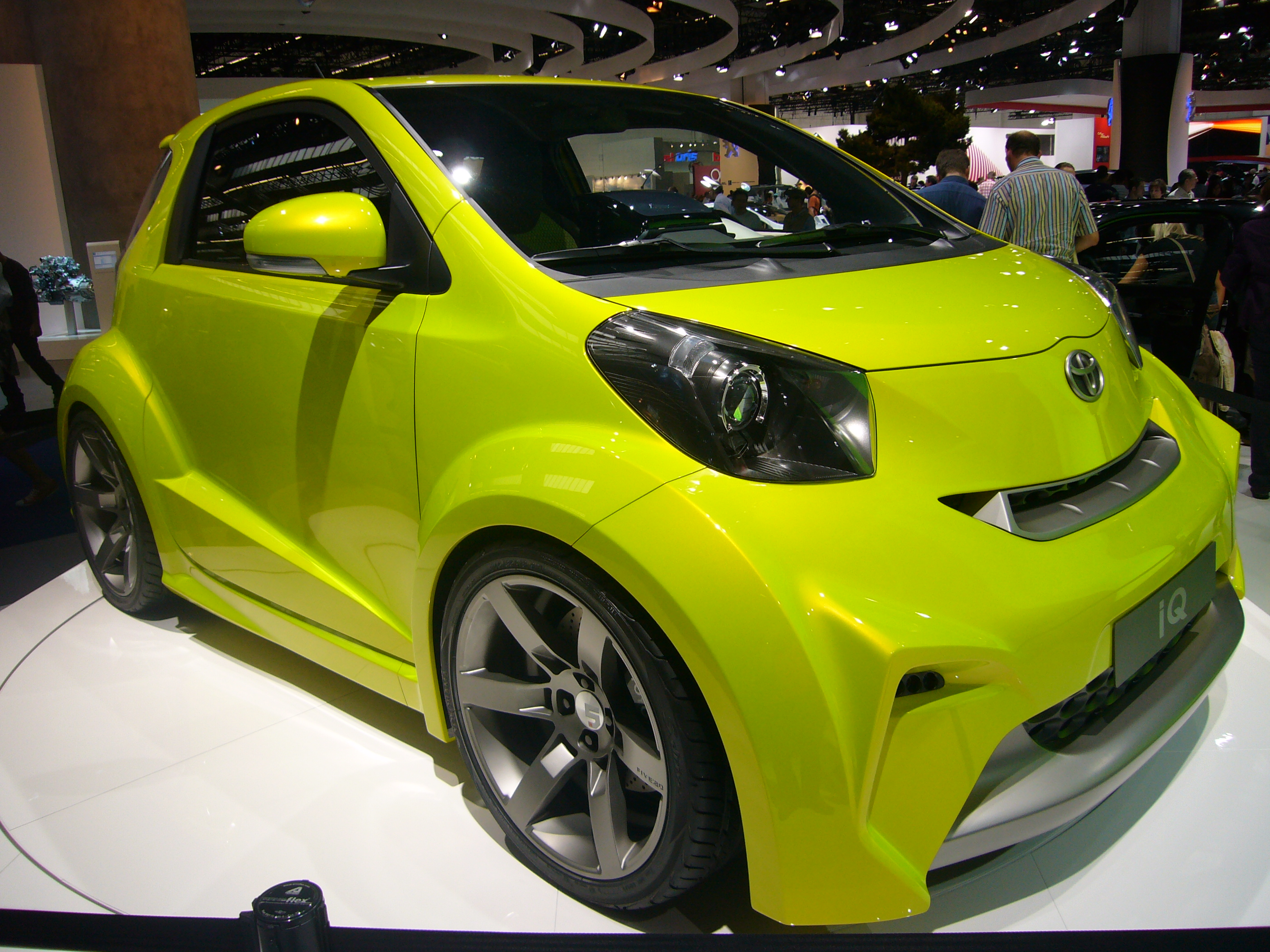
iQスポーツコンセプト（フロント）
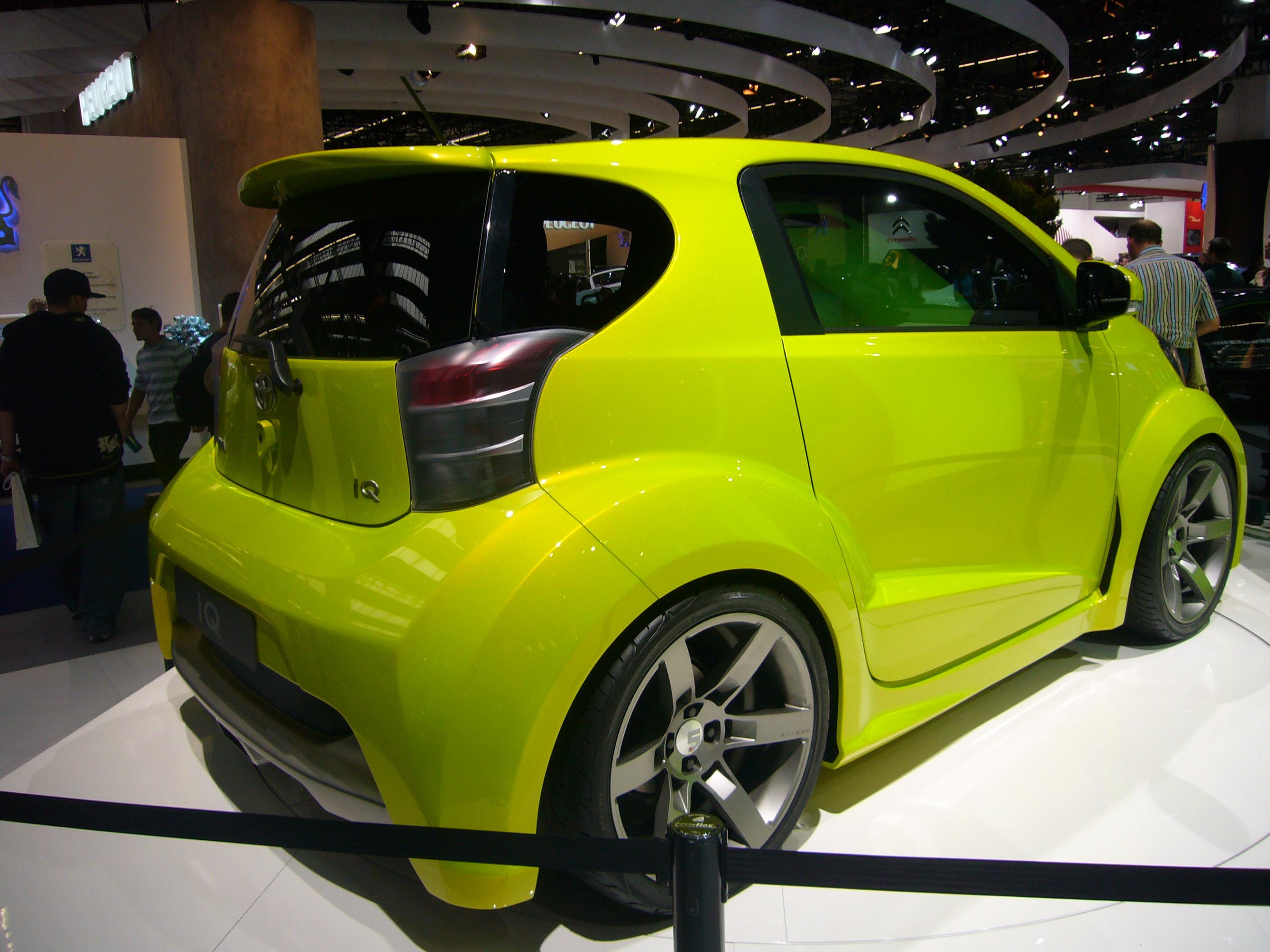
iQスポーツコンセプト（リア）

## 受賞
2008年11月6日にはグッドデザイン賞の中でも最も優れた製品に与えられる「グッドデザイン大賞（内閣総理大臣賞）」を受賞。トヨタの車種でグッドデザイン大賞の受賞は2003年度のプリウスに続き2車種目である。
同年11月11日には2008-2009日本カー・オブ・ザ・イヤーを獲得した。日本国内外未発売での受賞は異例である。
2009年1月に開催された東京オートサロン2009 witn NAPACにて、トヨタモデリスタインターナショナルが出展したコンセプトカー「iQ“WHITE FALCON”」が東京国際カスタムカーコンテスト2009で、コンセプトカー部門の優秀賞を獲得した。
2012年12月、「eQ」のクールソーダメタリック×ブラックマイカ(ext)とブラック×ホワイト(int) の組み合わせがオートカラーアウォード2013で審査委員特別賞を受賞。